# Ulica Stefana Banacha w Warszawie
Ulica Stefana Banacha – jedna z ulic warszawskiej Ochoty biegnąca od ul. Żwirki i Wigury do ul. Grójeckiej.

## Opis
Odcinek pomiędzy ul. Pasteura a ul. Grójecką był pierwotnie częścią ul. Opaczewskiej. Wygięta ku północy na zachodnim końcu i przedłużona do ul. Żwirki i Wigury ulica została oddana do użytku we wrześniu 1959. Nazwę upamiętniającą Stefana Banacha nadano w 1960.
W styczniu 1980 funkcje znajdującego się przy ulicy dworca autobusowego PKS przejął dworzec Warszawa Zachodnia.

## Ważniejsze obiekty
- ul. Banacha 1 – Wydział Farmaceutyczny Warszawskiego Uniwersytetu Medycznego
- ul. Banacha 1a – Centralny Szpital Kliniczny z lądowiskiem
- ul. Banacha 2 – Wydział Matematyki, Informatyki i Mechaniki Uniwersytetu Warszawskiego
- ul. Banacha 2 – Gmach Wolnej Wszechnicy Polskiej
- ul. Banacha 2 – Prawosławny Ordynariat Wojska Polskiego
- ul. Banacha 2 – Jednostka Wojskowa nr 2063
- ul. Banacha 2a – Studium Wychowania Fizycznego i Sportu Uniwersytetu Warszawskiego
- XXI Liceum Ogólnokształcące im. Hugona Kołłątaja w Warszawie (ul. Grójecka 93)
- Targowisko Banacha (ul. Grójecka 95)
- Instytut Geofizyki Wydziału Fizyki Uniwersytetu Warszawskiego (ul. L. Pasteura 7)
- Wydział Geologii Uniwersytetu Warszawskiego (al. Żwirki i Wigury 93)